# Gymnangium expansum
Gymnangium expansum är en nässeldjursart som först beskrevs av Jäderholm 1903.  Gymnangium expansum ingår i släktet Gymnangium och familjen Aglaopheniidae. Inga underarter finns listade i Catalogue of Life.